# Geert De Vlieger
Geert De Vlieger (Dendermonde, 1971. október 16. –) belga labdarúgó, kapus.